# Przystronie (województwo dolnośląskie)
Przystronie (niem. Pristram in Schlesien) – wieś w Polsce położona w województwie dolnośląskim, w powiecie dzierżoniowskim, w gminie Łagiewniki.

## Podział administracyjny
W latach 1975–1998 miejscowość położona była w województwie wrocławskim.

## Położenie
Wieś położona jest nad potokiem Krzywula. W pobliżu ślady szańców obronnych z roku 1240. We wsi znajduje się kaplica mszalna pw. św. Krzysztofa zbudowana w latach 1993–1994. Należy do parafii św. Antoniego w Ratajnie. Na wzgórzu na północ od wsi znajdowały się ruiny wiatraka holenderskiego z XVIII wieku.

## Historia
Podczas akcji germanizacyjnej nazw miejscowych i fizjograficznych historyczna nazwa niemiecka Pristram in Schlesien została w 1936 r. zastąpiona przez administrację nazistowską sztuczną formą Breitental.

## Zabytki
Do wojewódzkiego rejestru zabytków wpisany jest obiekt:
- ruina baszty (XV w.?) z wiatrakiem XVIII w.[6]

- zamek z XI-XII wieku;
- gorzelnie;
- pałac z 1800 roku.

## Szlaki turystyczne
- Jordanów Śląski - Glinica - Janówek - Sokolniki - Łagiewniki - Przystronie - Jasinek - Niemcza - Stasin - Starzec - Strachów - Żelowice